# والتر جاك
والتر جاك (بالإنجليزية: Walter Jack)‏ (17 نوفمبر 1874 في المملكة المتحدة - 1 مايو 1936) هو مدرب كرة قدم ولاعب كرة قدم بريطاني (وحمل سابقاً جنسية المملكة المتحدة لبريطانيا العظمى وأيرلندا) في مركز الهجوم. لعب مع نادي بريستول روفيرز ووست بروميتش ألبيون.